# Poa crassinervis
Poa crassinervis är en gräsart som beskrevs av Masaji Masazi Honda. Poa crassinervis ingår i släktet gröen, och familjen gräs. Inga underarter finns listade i Catalogue of Life.